# Янчани
45°28′ пн. ш. 15°16′ сх. д. / 45.46° пн. ш. 15.26° сх. д.
Янчани (хорв. Jančani) — населений пункт у Хорватії, в Карловацькій жупанії у складі громади Босилєво.

## Населення
Населення за даними перепису 2011 року становило 26 осіб.
Динаміка чисельності населення поселення: